# Volby do Evropského parlamentu ve Finsku 1996
Volby do Evropského parlamentu se ve Finsku uskutečnily poprvé dne 20. října 1996. Finsko vstoupilo do Evropské unie v roce 1995 spolu se Švédskem a Rakouskem. 
Volit mohli všichni finští občané, kteří dosáhli věku 18 let a měli volební právo. Na konci srpna 1996 pobývalo ve Finsku 72 600 cizinců; ve volbách hlasovali především místní Němci a Britové. Cizinci se mohli registrovat k volbám do 15. srpna 1996. 
Voleb se účastnilo 15 politických uskupení, z nichž šest získalo v EP mandát. 
Ze 16 mandátů, které Finsku v EP příslušejí, získal centristický Finský střed 4 (24,36 %), finská sociální demokracie 4 (21,45 %), konzervativně-liberální Národní koalice 4 (20,17 %), Levicový svaz 2 (10,51 %), Zelená liga 1 (7,59 %) a Švédská lidová strana, zastupující švédskojazyčnou menšinu ve Finsku, 1 (5,75 %). Více než 1 % hlasů získaly také další tři strany, Mladí Finové, Finská křesťanská liga a Alternativa k EU, nikoliv ale mandát.
Volební účast byla 57,6 (60,3) %.